# FZ戦記アクシス
『FZ戦記アクシス』（英題：Final Zone）は、ウルフ・チームが開発し1990年10月10日に発売されたX68000用アクションシューティングゲーム。同年10月12日にメガドライブに版が発売。
Windows用ソフトとしてプロジェクトEGGにて2004年にX68000版、2013年にメガドライブ版が配信された。2025年1月17日にはShinyudenよりNintendo Switch版が発売予定。

## 概要
斜めからの立体的な視点（クォータービュー）を採用したロボットアクションゲーム。8方向移動（方向キー2度押しでダッシュも可能）とショットボタンで自機を操作。
全部で14個装備できる特殊兵器は、シールドの役目も果たし、装備している数だけ敵からの攻撃を防御してくれる。ステージ最後には大きなボスが登場し、撃破することで1ステージクリア。目指すは要塞アクシス。
X68000版は、ディスク3枚組の1枚まるまるオープニングに使用。オープニングを見ない場合は、残りの2枚で起動できる。「クォータービュー」という造語を初めて用いた作品である。同様の視点でのゲームは過去にも存在したが、これ以前は特に呼び名は付いていなかった。

## 音楽
他のウルフ・チーム作品同様、桜庭統が参加。何曲かは榎本英彦。
メガドライブ版は宇野正明、桜庭統、塩生康範。塩生は効果音も手がける。
X68000版は、先に発売されていた『グラナダ』（1990年）同様、内蔵のFM音源の他にMIDIに対応。ローランドのMT-32、CM-32LのLA音源のほかに、CM-64（CM-32P）のPCM音源にも対応している。
サウンドトラック
FZ戦記アクシス（東芝EMI TOCT-5931） - 生産中止。バンドアレンジを含む。

## スタッフ
メガドライブ版
- オリジナル：秋篠雅弘
- プログラム：五十公野寛、杉山雅彦
- サブ・プログラム：上野和則、谷裕紀彦、徳弘親昭
- イメージ・イラスト：美樹本晴彦
- グラフィックス：石井史人、佐藤学、松島正幸、永田和宏、杵渕進二郎、大西ゆうじ、牛島勇二
- 音楽：宇野正明、桜庭統、塩生康範
- S.E.：塩野康範
- プランニング：井上一義
- プランニング・アドバイザー：後藤清治
- アド・デザイン：石井史人
- ビジネス・ワーク：浅沼穣、宇野正明、栢野弘之
- スペシャル・サンクス：福島和行
- プロデューサー：秋篠雅弘

## 評価
メガドライブ版
- ゲーム誌『ファミコン通信』の「クロスレビュー」では合計20点（満40点）となっている。
- ゲーム誌『メガドライブFAN』の読者投票による「ゲーム通信簿」での評価は以下の通り17.27点（満30点）となっている。

| 項目 | キャラクタ | 音楽 | 操作性 | 熱中度 | お買得度 | オリジナリティ | 総合  |
| 得点 | 3.25       | 2.87 | 2.36   | 2.60   | 2.64     | 3.55           | 17.27 |
- ゲーム本『メガドライブ大全』（2004年、太田出版）では、自機のサイズが大きいために攻撃が避けにくい事を指摘した上で「ダメージを受けて外装がはがれる演出をたっぷりと拝める」とした他、デモ画面や音楽に関しては好意的な評価をした上で「面白いゲームだと錯覚してしまいそう」と否定的に評価した。